# 심인중학교
심인중학교(心印中學校)는 대한민국 대구광역시 달성군 다사읍 죽곡리에 있는 사립 중학교이다.

## 학교 연혁
- 1953년 6월 5일 : 대한불교진각종 보살회유지 재단이사장 손규상이  대구시 대명동 경북여자고등학교 가교사를 차용하여 심인고등공민학교를 설치하여 야간부 남녀 1,2학년 2학급으로 수업을 개시(112명)
- 1953년 6월 6일 : 손규상 초대 교장 취임
- 1954년 1월 27일 : 문교부 제1721호 재단법인 대한불교 진각종 유지재단 설립인가
- 1955년 3월 2일 : 심인고등공민학교 제1회 졸업식 거행(야간 23명)
- 1955년 4월 8일 : 심인중학교로 인가(각 학년 3학급) 주간 6학급, 야간 3학급, 교가 승인
- 1955년 5월 15일 : 심인중학교 개교
- 1955년 12월 8일 : 대구시 대명동 본교사 준공
- 1956년 2월 27일 : 중학교 제1회 졸업식 거행(주, 야 91명)
- 1956년 12월 8일 : 본교사로 이전 수업(대구시 대명동 본관 16실, 부속 5실, 기타 2실 준공)
- 1958년 3월 1일 : 탁구부 창설
- 1964년 3월 25일 : 학교법인 위덕학사 설립인가
- 1964년 3월 25일 : 초대 손대련 재단이사장 취임
- 1969년 2월 10일 : 신관 (24개 교실 준공)
- 1977년 7월 30일 : 체육관 및 특별교실 준공
- 1978년 4월 18일 : 학교법인 회당학원으로 명칭변경
- 2000년 1월 20일 : 본관동 개축공사 준공
- 2001년 12월 26일 : 급식소 공사 준공
- 2002년 6월 30일 : 서편 신관 준공
- 2005년 9월 23일 : 보리수 도서관 개관식
- 2018년 9월 1일 : 제20대 배찬섭 교장 취임
- 2021년 2월 9일 : 제27대 송귀영 재단이사장 취임
- 2021년 2월 23일 : 심인중학교 이전 준공식
- 2021년 3월 1일 : 심인중학교 이전 개교
- 2022년 1월 27일 : 제67회 졸업식(남 128명, 여 22명 150명, 총 23,307명)
- 2022년 3월 2일 : 2022학년도 신입생 입학식(남 86명, 여 79명 165명)

## 참고 자료
- 심인중학교 - 한국교육학술정보원 학교알리미